# Dávid Nagy
Dávid Nagy (Budapest, 14 luglio 1999) è uno schermidore ungherese, specializzato nella spada.

## Carriera
Nel 2024 si è laureato campione olimpico nella spada a squadre alle Olimpiadi di Parigi, assieme a Tibor Andrásfi, Máté Koch e Gergely Siklósi, sconfiggendo in finale il Giappone per 26-25.

## Palmarès
- Giochi olimpici

Parigi 2024: oro nella spada a squadre.
- Giochi europei

Cracovia 2023: oro nella spada a squadre.
- Mondiali giovanili

Toruń 2019: oro nella spada a squadre.
Verona 2018: oro nella spada a squadre.
- Europei juniores

Soči 2018: oro nella spada a squadre; argento nella spada individuale.
Maribor 2015: argento nella spada a squadre.
- Europei cadetti

Novi Sad 2016: oro nella spada a squadre.
Maribor 2015: bronzo nella spada a squadre.